# Övertorneå
Övertorneå (in finlandese Matarenki) è una cittadina (tätort) della Svezia settentrionale, situata nella contea di Norrbotten; è il capoluogo amministrativo della municipalità omonima.
È situata sulle coste del fiume Torne, di fronte alla cittadina finlandese di Ylitornio. Le due città rimasero unite fino a quando, nel 1809, il fiume disegnò il nuovo confine tra Svezia e Finlandia.

## Sport
- Övertorneå SK, squadra calcistica locale